# Susanne Selbert
Susanne Ruth Elisabeth Selbert (* 3. April 1960 in Kassel) ist eine deutsche Politikerin der SPD und ehemalige Landesdirektorin des Landeswohlfahrtsverbands Hessen.

## Werdegang
Susanne Selbert ist die Tochter von Gerhart und Ruth Selbert sowie die Enkelin der Politikerin Elisabeth Selbert, die eine der vier „Mütter des Grundgesetzes“ war und die Aufnahme der Gleichberechtigung in das Grundgesetz veranlasst hat.
Nach einem Studium der Rechtswissenschaft in den Jahren 1979 bis 1984 an der Georg-August-Universität in Göttingen sowie in Straßburg arbeitete sie als Rechtsanwältin in Hamburg und Kassel und als Dezernentin im Umweltbereich beim Regierungspräsidium Kassel. Von 1992 bis 2009 war sie Amts- und Fachbereichsleiterin beim Landkreis Kassel. In den Jahren 2009 bis 2018 war sie die Erste Kreisbeigeordnete (stellvertretende Landrätin) des Landkreises Kassel. Dort leitete sie  unter anderem die Dezernatsbereiche Soziales, Jugend, Bauen und Umwelt, Kultur sowie die Eigenbetriebe des Landkreises Kassel. Dazu gehört der Tierpark Sababurg, das Jugendseeheim auf Sylt, das Haus Panorama in Schönau am Königssee, die Jugendburg Sensenstein und das Wasserschloss Wülmersen. Sie ist Organisatorin der alljährlichen Frauenempfänge des Landkreises Kassel.
Im Dezember 2017 wurde Selbert zur neuen Landesdirektorin des Landeswohlfahrtsverbands Hessen gewählt. Sie trat das Amt am 1. Mai 2018 an.
Susanne Selbert hat zwei Kinder.

## Mitgliedschaften und Ehrenämter
Susanne Selbert gehört seit dem Jahr 1992 der SPD an. Sie war Mitglied des Landesvorstandes der SPD Hessen und Mitglied der 16. Bundesversammlung. Selbert war Vorsitzende des Vereins Kultursommer Nordhessen und ist Vizepräsidentin der Soroptimistinnen, Club Elisabeth-Selbert-Kassel. 

## Publikationen
- Susanne Selbert: Das Haus am Brasselsberg, in: Hans Eichel, Barbara Stolterfoht: Elisabeth Selbert und die Gleichstellung der Frauen. Eine unvollendete Geschichte. euregio Verlag, Kassel 2015, ISBN 978-3-933617-62-0.